# London Calling (bande dessinée)
Pour les articles homonymes, voir London Calling (homonymie).
London Calling est une série de bande dessinée franco-belge dessinée par Phicil et écrite par Sylvain Runberg, dont le premier tome est sorti de chez l'éditeur Futuropolis en 2007.

## Description

### Synopsis
Années 1990. Deux jeunes français fous de musique quittent Marseille pour tenter l'aventure à Londres, l'un pour devenir DJ, l'autre pour revenir sur les traces d'un précédent séjour Erasmus. Mais leurs rêves rencontrent la dure réalité de la vie dans la capitale...
Ils découvrent les prix élevés, les squats, les petits boulots, les violences des skinheads. Mais aussi la musique dans des soirées non autorisées et dans des grands concerts de rock (Reading). Et en toile de fond, le conflit qui dure depuis des décennies entre Irlandais et Anglais..

### Personnages
- Thibault : il a vécu un premier séjour à Londres dans le cadre du programme Erasmus et a gardé des contacts. Il travaille pour le service restauration de la police, jusqu'à ce que les activités illégales dans lesquelles il trempe, surtout celles dans lesquelles Alex l'entraîne, ne lui fassent perdre cet emploi.
- Alex, DJ amateur. Trouve un boulot dans un sex-shop mais accepte des activités en extra plus douteuses.
- Andrew, amis irlandais de Thibault, est censé les héberger mais il est introuvable et trempe dans des combines, pensant ainsi soutenir la cause irlandaise.
- Lucy, serveuse au bar King of Splendour.
- Greg, le patron d'Andrew. Il possède plusieurs commerces et trafique pour le compte d'Henry Killingan.
- Emma, junkie à Belfast. Elle est au service d'Henry Killingan, mais la prochaine étape est la prostitution.
- Mélanie et Ludo, deux amis restés en France, qui les rejoignent pour le festival de Reading.

## Publication
- La promesse d'Erasme, Futuropolis, 2007
Scénario : Sylvain Runberg - Dessin : Phicil - Couleurs : Drac - (ISBN 9782754801065)

- Coups francs, Futuropolis, 2008
Scénario : Sylvain Runberg - Dessin : Phicil - Couleurs : Drac - (ISBN 9782754801492)

- Le grand soir, Futuropolis, 2010
Scénario : Sylvain Runberg - Dessin : Phicil - Couleurs : Drac - (ISBN 9782754802000)